# Dustin Moskovitz
Dustin Moskovitz (nascut a Gainesville, Florida, el 1984) és un empresari d'Internet estatunidenc.
És conegut principalment pel fet d'haver estat un dels fundadors de la xarxa social Facebook, juntament amb Mark Zuckerberg, Eduardo Saverin, Andrew McCollum i Chris Hughes. També és cofundador del programari de gestió de tasques i projectes Asana.

## Biografia
Nascut en una família jueva, va estudiar a la Universitat Harvard. Va cofundar la xarxa social Facebook amb els seus companys Mark Zuckerberg, Eduardo Saverin, Andrew McCollum i Chris Hughes el març del 2004.
Havent deixat Harvard abans de graduar-se, va deixar Facebook el 2008 per cofundar Asana, una empresa de programari de gestió de projectes.
El 2011 va crear amb la seva dona, Cari Tuna, periodista nord-americana del Wall Street Journal, Good Ventures., un fons destinat a causes humanitàries. El setembre de 2016, la parella va anunciar que donaria 20 milions de dòlars en benefici de la campanya presidencial de la candidata demòcrata Hillary Clinton.
Amb 10.800 milions de dòlars EUA el 2016, és classificat pel lloc Forbes. en la 124 posició de multimilionaris.

## Filantropia
Moskovitz va cofundar l'organització filantròpica Good Ventures amb la seva dona Cari Tuna el 2011. El juny de 2012, Good Ventures va anunciar l'estreta col·laboració amb l'avaluador benèfic GiveWell. Les dues organitzacions "pretenen fer el màxim de bé possible".
La col·laboració conjunta amb GiveWell ha donat lloc a una derivació anomenada Open Philanthropy Project, l'objectiu del qual és trobar la millor manera possible d'utilitzar grans sumes de diners (començant per la fortuna multimilionària de Moskovitz).
Moskovitz i Tuna es troben entre les parelles més joves que van signar The Giving Pledge, que compromet els signataris a donar la major part de la seva riquesa en forma de filantropia.